# 25065 Lautakkin
25065 Lautakkin este un asteroid din centura principală de asteroizi.

## Descriere
25065 Lautakkin este un asteroid din centura principală de asteroizi. A fost descoperit pe 24 august 1998 la Socorro, New Mexico, în cadrul proiectului LINEAR. Asteroidul prezintă o orbită caracterizată de o semiaxă mare de 2,39 ua, o excentricitate de 0,14 și o înclinație de 6,6° în raport cu ecliptica.